# Събор Богородичен (Матков)
„Събор Богородичен“ или „Събор на Пресвета Богородица“ (на украински: Церква Собору Пресвятої Богородиці) е дървена църква на украинската гръкокатолическа църква в село Матков (Туркивски район, Лвовска област) в Украйна, построена през 1838 г. Паметник на бойковската архитектура и монументално изкуство. На 21 юни 2013 г., на 37-ото заседание на Комитета за световното наследство на ЮНЕСКО, проведено в Камбоджа, храмът, заедно с други дървени църкви в района на Карпатите, е включен в световното наследство на ЮНЕСКО Списъка.

## Описание
Църквата е построена през 1838 година от майсторите Иван Мелникович и Василий Иваникович. Разположена е на нисък хълм в централната част на селото, на разстояние 250 m от автомобилния път, в долината на река Стрий.
Църквата е трикуполна, триетажна, принадлежи към храмовете от бойковски тип. Квадратните дървени корпуси са разположени по оста запад-изток. От двете страни на олтара има малки правоъгълни ризници. Основните обеми на пространството завършват с осемстранен върхове, над нефа – с пет равнища, над олтара и притвора – с четири. Върховете са увенчани с куполи и кръстове. Църквата е заобиколена от галерия, който се поддържа от стъпаловидни издатини на дървените корпуси. Галерията на църквата е с ясна правоъгълна форма и голям навес, под който е скрит приземния етаж на църквата.
На югозапад от църквата има дървена, тристепенна, квадратна камбанария, с балкон на втория етаж, обърнат към малък площад пред южната фасада на църквата. Камбанарията е построена през 1924 г. от майстор Михаил Веклич.
На 14 юни 2010 година мълния удря църквата и подпалва пожар, но автоматичната пожарогасителна система спасява паметника от унищожение.